# دورميش (غوهران)
دورمیش (بالفارسية: دورمیش) هي قرية تقع في إيران في Gowharan Rural District. يقدر عدد سكانها بـ 278 نسمة بحسب إحصاء 2016.